# Édèse Bujold
Pour les articles homonymes, voir Bujold.
Édèse J. Bujold était un médecin et un homme politique canadien.

## Biographie
Édèse J. Bujold est né le 18 septembre 1919 à Carleton-sur-Mer, au Québec - décédé le 22 avril 2001 à Dalhousie, au Nouveau-Brunswick. Son père est Albert Bujold et sa mère est Joséphine LeBlanc. Il étudie au Collège Saint-Joseph de Memramcook puis à l'Université Laval, à Québec. Il épouse Donalda LeBlanc le 15 août 1946 et le couple a neuf enfants.
Il est député du Restigouche à l'Assemblée législative du Nouveau-Brunswick de 1970 à 1974 en tant que libéral. Il est aussi commissaire scolaire et président de la commission scolaire de Dalhousie de 1958 à 1964. Il pratiqua la médecine familiale dans la région de Dalhousie des années 1950 jusqu'à la fin des années 1990.
Il est membre de la Chambre de Commerce de sa communauté et du Club Richelieu.